# Филмер, Роберт
Сэр Роберт Филмер (встречается также другой вариант написания фамилии — Фильмер; англ. Sir Robert Filmer; ок. 1588 — 26 мая 1653, Ист-Саттон, Кент, Англия) — английский политический философ, роялист и представитель торизма. Он отстаивал идеи патриархального происхождения государства и несостоятельности демократии как формы организации государства, чему посвятил не один труд. Главная работа Филмера «Патриарх или естественная власть королей» (лат. Patriarcha англ. or the natural power of Kings) получила наибольшую известность, подвергшись критике со стороны Джона Локка.

## Биография
Точная дата рождения Филмера не установлена, в ЭСБЕ приводится 1604 год, однако в большинстве источников, в том числе Британнике, приблизительно указывают 1588. Роберт родился в семье британских аристократов из Ист-Саттона в графстве Кент. Отец — Эдвард Филмер, мать — Элизабет. Роберт обучался в колледже Святой Троицы Кембриджского университета и в школе барристеров Линкольнс-Инн. Так в 1613 году Филмер получил статус адвоката, но неизвестно, занимался ли он юридической практикой. 8 августа 1618 года прошла свадьба Роберта и Энн Хетон в лондонской церкви Святого Леонарда, а в начале 1620 года они стали родителями. Посвящён в рыцари королём Карлом I (по другой информации — Яковом I).
Отец Филмера умер в ноябре 1629 года, и Роберт, будучи старшим ребёнком, принял усадьбу и поместье, став главой семьи. С 30-х годов XVII века он работал мировым судьёй.
Во время Английской гражданской войны поместье Филмера было разграблено «круглоголовыми» и с 1643 года его имущество в Вестминстере и Кенте облагалось большими налогами, взимавшимися парламентом. Кроме того, началось следствие в отношении Роберта, которого подозревали в поддержке короля. В итоге Филмер был заключён в замке Лидс как узник на несколько лет, а его владения конфисковали, хотя никаких материальных доказательств обнаружено не было. Следствие утверждало, что он мог тайно поставлять оружие войскам кавалеров.
Умер Филмер 26 мая 1653 года, хотя в ЭСБЕ указан 1688. Похороны состоялись в Ист-Саттоне 30 мая. Скорее всего, его пережили жена, три сына и дочь (остальные дети умерли до 1653 года). Старший сын Роберта Эдвард был членом Тайной палаты.

## Воззрения
Роберт Филмер был ярым сторонником роялизма. За свою жизнь он написал единственный трактат, основанный на фактах из Библии, истории Англии и Античной истории, трактат был опубликован после его смерти. В нём Филмер утверждал, что монарх является историческим потомком и наследником Адама, следовательно, право правления было даровано ему богом. Из его трактата следует, что всякая власть монарха над поданными является отеческой, как власть отца над детьми. В этом суждении он основывался на завете Библии: «Почитай отца своего…»
Так как отец должен любить своих детей, то и монарху следует относиться к поданным, как к своим детям, ни в коем случае не становясь деспотом. По мнению Филмера, абсолютная власть и возможность изменять законы должна быть дарована монарху, как единственному свободному лицу, а все остальные должны быть в его подчинении. Парламент же может существовать только как совещательный орган. Джон Локк критиковал Роберта Филмера за то, что он отрицал возможность наличия свободы у людей.  
Живя в имении, Филмер был убеждён, что та социальная система, которую он построил вокруг себя в своём графстве, является макетом идеальной политической системы, которая должна стать политической системой всей Англии. Своё государственное устройство он считал единственно правильным ходом вещей.   